# Every Minute
Every Minute är en låt framförd av Eric Saade i Melodifestivalen 2021.
Låten som deltog i den fjärde deltävlingen, gick direkt vidare till final. Väl i finalen kom låten på andra plats.
Låten är skriven av artisten själv, Jimmy Thörnfeldt, Joy Deb och Linnea Deb.